# Can Peixauet (metrostation)
Het station Can Peixauet van Lijn 9 van de Metro van Barcelona geeft aansluiting op de wijken Lavaderos, El Raval, en Santa Rosa, in de gemeente Santa Coloma de Gramenet. Het station heeft 2 ingangen langs de avenida de Santa Coloma. Het is voorzien van liften en roltrappen, en heeft een diepte van 31,1 meter. Het werd geopend op  13 december 2009.
Lijn 9 Zuid
Aeroport T1 · Aeroport T2 · Mas Blau · Parc Nou · Cèntric · El Prat Estació · Les Moreres · Mercabarna · Parc Logístic · Fira · Europa-Fira · Can Tries - Gornal · Torrassa · Collblanc · Zona Universitària
Lijn 9 Noord
La Sagrera · Onze de Setembre · Bon Pastor · Can Peixauet · Fondo · Santa Rosa · Església Major · Singuerlín · Can Zam